# Acacia confusa
Acacia confusa Merr., 1910 è un albero della famiglia delle Leguminose nativo del sud-est Asiatico. Viene anche chiamato: acacia petit feuille, piccola acacia delle Filippine, Formosa acacia (Taiwan acacia) o koa di Formosa.

## Descrizione

Acacia confusa

Si presenta come un albero perenne che può raggiungere i 10-15 metri di altezza, molto comune in zone tropicali del Pacifico.